# Amerikanische Schaufelfußkröten
Die Amerikanischen Schaufelfußkröten (Scaphiopodidae), kurz auch Schaufelfüße genannt, sind eine Familie der Froschlurche (Anura). Sie stellen das nordamerikanische „Gegenstück“ zu den Europäischen Schaufelfußkröten (Pelobatidae) dar, zu denen unter anderem die Knoblauchkröte gehört. Noch näher sind sie allerdings mit den Schlammtauchern verwandt, mit denen sie die Überfamilie Pelodytoidea bilden. Deren Schwestergruppe sind die Krötenfrösche (Pelobatoidea). Die Abgrenzung der Familie Scaphiopodidae geschieht aufgrund von DNA-Untersuchungen; zuvor wurden alle Schaufelfußkröten zur Familie Pelobatidae gerechnet.

## Merkmale

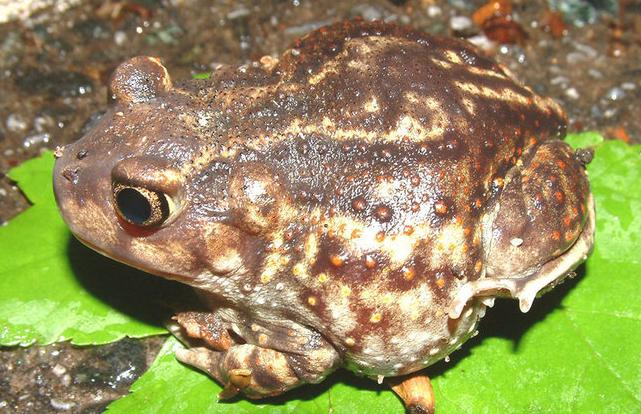
Östlicher Schaufelfuß (Scaphiopus holbrookii)

Wie bei allen Krötenfröschen bzw. Schaufelfußkröten fällt zunächst die senkrecht geschlitzte Pupille der Augen auf. Auch die plumpe Gestalt mit einer kurzen, nach vorne stark abfallenden Schnauze ähnelt sehr den europäischen Knoblauchkröten oder dem Messerfuß. Ebenso wie diese besitzen die Amerikanischen Schaufelfüße die namensgebenden „Grabeschaufeln“ auf der Unterseite der Hinterfüße – verhärtete, scharfkantige Horngebilde, mit denen sich die Tiere sehr rasch rückwärts in den Boden eingraben können. Die Haut der erwachsenen Lurche, die etwa sechs bis neun Zentimeter groß werden, ist relativ glatt und feucht und enthält zahlreiche Drüsen, welche ein teilweise streng nach Moder riechendes Sekret absondern. Dieses dient in erster Linie dem Schutz vor Austrocknung und vor Parasiten, aber auch der Abwehr von Fressfeinden. Der Paarungsruf der Männchen einiger Arten wird als lautes, schafähnliches „stöhnendes Blöken“ beschrieben. Besonders unharmonisch für das menschliche Gehör sollen die „Konzerte“ des Östlichen Schaufelfußes sein.

## Lebensraum, Lebensweise
Die Familie Scaphiopodidae weist eine Reihe von bemerkenswerten Besonderheiten gegenüber anderen Amphibien auf. So besiedelt sie überwiegend aride Grassteppen- und Halbwüstengebiete, und die Tiere verbringen, um nicht auszutrocknen, einen großen Teil des Jahres metertief eingegraben im sandigen Boden. Sie können einen Verlust durch Wasserverdunstung von nahezu 50 % des Körpergewichtes verkraften. Eine weitere Anpassung an die für Amphibien sehr unwirtlichen Lebensräume ist die ausgeklügelte Fortpflanzungsbiologie. An kleinen, meist nur temporär vorhandenen Wasserstellen wie Pfützen oder Wildsuhlen versammeln sich in einer regnerischen Sommernacht die Schaufelfüße der Umgebung, um dort abzulaichen. Bereits am zweiten Tag nach der Eiablage schlüpfen die Larven und benötigen nun im Extremfall nur noch 12 bis 15 Tage bis zur Metamorphose zum Landtier (zum Vergleich: die Kaulquappen der meisten mitteleuropäischen Froschlurche brauchen dazu rund zweieinhalb bis drei Monate; die ökologisch noch am ehesten vergleichbare Kreuzkröte schafft es manchmal in drei bis sechs Wochen).

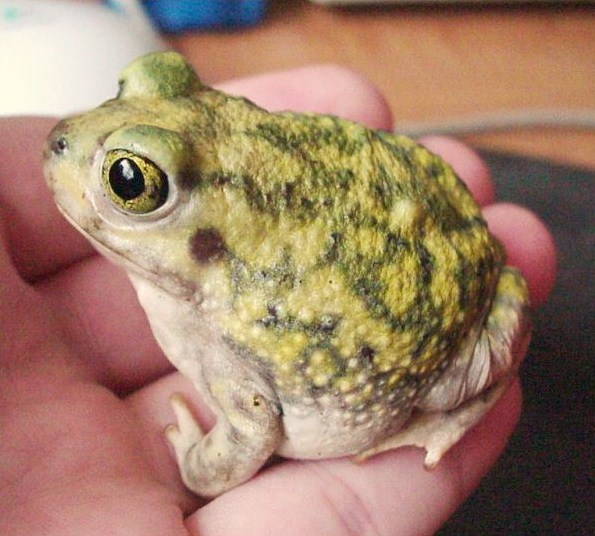
Südlicher Schaufelfuß (Scaphiopus couchii)

Es kann allerdings auch sechs Wochen dauern bis zum Landgang der Schaufelfüße – die Kaulquappen reagieren beim Tempo ihrer Entwicklung vielleicht auf die voraussichtliche Existenzdauer der Wasseransammlung. Denkbar ist aber auch, dass es einfach an ausreichend Nahrung (Algen, organische Schwebteilchen, Aas) in neu entstandenen Pfützen mangelt. Es wird dann sogar Schlamm aufgenommen, was die Individualentwicklung sicher eher verzögert. Günstigenfalls weisen sie jedoch eine erstaunliche Wachstumsgeschwindigkeit auf: Die Larven verdoppeln ihre Körpergröße mitunter innerhalb eines Tages.
Bei der Nahrungsaufnahme zeigen die Kaulquappen ein gewisses soziales Verhalten, indem sie in Schwärmen nahe über den Bodengrund schwimmen und davon profitieren, dass der „Vordermann“ durch Schwanzschläge den organischen Mulm des Bodens aufwirbelt. In anderen Situationen verhalten sich die Tiere aber wieder opportunistisch: Wenn ein Artgenosse verletzt ist oder stirbt, wird er von den anderen aufgefressen – ein bei Nahrungsknappheit im Sinne der Arterhaltung ökonomisch sinnvolles Verhalten zur Verwertung aller vorhandenen Ressourcen. Tritt eine Überbevölkerung in zu klein gewordenen oder zu nahrungsarmen Gewässern ein, kann es zu ausgeprägtem Kannibalismus in der Larvenpopulation kommen. Es ist sogar festgestellt worden, dass in solchen Situationen manche Kaulquappen kurzfristig andere Mundwerkzeuge ausbilden und plötzlich zu Fleischfressern gegenüber ihren Algen verzehrenden Artgenossen mutieren. Auch dahinter steht letztlich der Vorteil der Spezies, dass zumindest einige Individuen beschleunigt die Metamorphose vor dem Austrocknen des Tümpels erreichen, während sonst alle umgekommen wären. Schaffen sie es bis zur Umwandlung, so kann auch hierbei ein Massenphänomen beobachtet werden, indem alle Tiere gleichzeitig ihre bisher noch fehlenden Vorderbeine entwickeln und dann invasionsartig gemeinsam an Land gehen. Nach ein bis zwei Jahren erreichen die Kröten die Geschlechtsreife. Bis dahin ernähren sie sich von Insekten und anderen Wirbellosen, die sie nachts – bevorzugt bei Regenwetter – jagen.

## Verbreitung
Die meisten Schaufelfußarten kommen im Südwesten und Westen der USA vor, teilweise noch am Nordrand Mexikos. Sie können dann gelegentlich auch zu mehreren Arten syntop – im selben Biotop – auftreten. Spea bombifrons dringt östlich entlang der Rocky Mountains, also in den Great Plains, weiter nach Norden vor. Spea intermontana erreicht im Westen der USA ebenfalls etwas höhere nördliche Breiten und besiedelt dabei auch bergigere Landschaften. Scaphiopus holbrookii kommt als einziger Schaufelfuß im Osten der USA vor.

## Arten
Die Familie der Amerikanischen Schaufelfußkröten besteht aus zwei Gattungen mit 7 Arten:
- Gattung Scaphiopus Holbrook, 1836
  - Art Scaphiopus couchii Baird, 1854 – Südlicher Schaufelfuß
  - Art Scaphiopus holbrookii (Harlan, 1835) – Östlicher Schaufelfuß
  - Art Scaphiopus hurterii Strecker, 1910 – Hurters Schaufelfuß
- Gattung Spea Cope, 1866
  - Art Spea bombifrons (Cope, 1863) – Flachlandschaufelfuß
  - Art Spea hammondii (Baird, 1859) – Westlicher Schaufelfuß
  - Art Spea intermontana (Cope, 1883) – New-Mexico-Schaufelfuß
  - Art Spea multiplicata (Cope, 1863) – Gebirgsschaufelfuß